# Santa Tereza de Goiás
Santa Tereza de Goiás är en kommun i Brasilien.   Den ligger i delstaten Goiás, i den centrala delen av landet, 270 km norr om huvudstaden Brasília. Antalet invånare är 3 991.
Omgivningarna runt Santa Tereza de Goiás är huvudsakligen savann. Runt Santa Tereza de Goiás är det mycket glesbefolkat, med 5 invånare per kvadratkilometer.